# 가로채널
《가로채널》은 SBS TV에서 방송되었던 예능 프로그램이다. 2018년 11월 15일부터 2019년 5월 9일까지 방송됐으며 정규 편성 후 5% 시청률을 보였으나 뒷날 1~2%로 시청률이 갈수록 떨어졌는데 SBS는 해당 프로그램에 앞서 《미추리 8-1000》을 내보낼 예정이었지만 출연진 중의 한 명이었던 유재석이 KBS 2TV 《해피투게더》공동 MC로 활동 중이었던 터라 좌절됐다.
한편, SBS는 해당 프로그램 후속으로 <조카면 족하다>를 정규 편성할 예정이었으나 해당 프로그램 등 2008년 봄 이후 목요일 심야 신설 예능 프로그램 실적이 좋지 않았던 터라 무산되었다.

## 역사
- 2018년 9월 25일 : 추석 특집 파일럿 방송 《누구 나와?! 가로채널》
- 2018년 11월 15일 ~ 2019년 5월 9일 : 이 날짜부터 매주 목요일 밤 11시 10분에 정규 편성되어 방송하였다.

## 방송 시간
| 방송 채널 | 방송 기간                         | 방송 시간 | 방송 시간                    | 비고        |
| --------- | --------------------------------- | --------- | ---------------------------- | ----------- |
| SBS TV    | 2018년 9월 25일                   | 1부       | 매주 화요일 밤 11:00 ~ 11:40 | 파일럿 편성 |
| SBS TV    | 2018년 9월 25일                   | 2부       | 매주 화요일 밤 11:40 ~ 12:20 | 파일럿 편성 |
| SBS TV    | 2018년 11월 15일 ~ 2019년 5월 9일 | 1부       | 매주 목요일 밤 11:10 ~ 11:50 | 분리 편성   |
| SBS TV    | 2018년 11월 15일 ~ 2019년 5월 9일 | 2부       | 매주 목요일 밤 11:50 ~ 12:30 | 분리 편성   |

## 역대 출연자

### 파일럿 출연자
| 출연진 및 패널         | 방송 기간       | 방송 회차  |
| ---------------------- | --------------- | ---------- |
| 강호동, 양세형, 이영애 | 2018년 9월 25일 | 파일럿방송 |

### 최종 출연자
| 출연진 및 패널                         | 방송 기간                         | 방송 회차 |
| -------------------------------------- | --------------------------------- | --------- |
| 강호동, 양세형                         | 2018년 11월 15일 ~ 2019년 5월 9일 | 1 ~ 23회  |
| 소유진, 김종민, 심용환, 전범선, 토마스 | 2019년 3월 7일 ~ 2019년 5월 9일   | 15 ~ 23회 |

### 하차 출연자
| 출연진 및 패널     | 방송 기간                          | 방송 회차 |
| ------------------ | ---------------------------------- | --------- |
| 승리, 이영애, 도티 | 2018년 11월 15일 ~ 2019년 2월 14일 | 1 ~ 14회  |

## 채널
- 파일럿, 1~14회 : 강호동의 하찮은 대결 (출연 : 강호동)
- 파일럿, 1~14회 : 양세형의 맛집 장부 (출연 : 양세형)
- 파일럿 : 예쁜 우리 새끼 (출연 : 이영애)
- 1~3회 : 설찬리 캠핑중 (출연 : AOA<설현, 찬미>)
- 4~5회 : 그것만이 내 세상 (출연 : 최민수)
- 9~10회 : 승리의 금의환향 TV (출연 : 승리)
- 6~14회 : 블랙핑크 채널 (출연 : 블랙핑크)
- 15 ~ 23회 : 막강해짐 (출연 : 강호동, 양세형)
- 15 ~ 23회 : 다다익설 (출연 : 김종민, 소유진, 심용환, 전범선, 토마스)

## 시청률

### 2018년
| 회차   | 방송일    | AGB 시청률     |
| 회차   | 방송일    | 대한민국(전국) |
| ------ | --------- | -------------- |
| 파일럿 | 9월 25일  | 4.6%           |
| 파일럿 | 9월 25일  | 4.8%           |
| 1      | 11월 15일 | 1.8%           |
| 1      | 11월 15일 | 1.9%           |
| 2      | 11월 22일 | 1.8%           |
| 2      | 11월 22일 | 1.3%           |
| 3      | 11월 29일 | 2.2%           |
| 3      | 11월 29일 | 2.3%           |
| 4      | 12월 6일  | 2.6%           |
| 4      | 12월 6일  | 2.5%           |
| 5      | 12월 13일 | 2.7%           |
| 5      | 12월 13일 | 2.6%           |
| 6      | 12월 20일 | 3.5%           |
| 6      | 12월 20일 | 3.0%           |
| 7      | 12월 27일 | 4.7%           |
| 7      | 12월 27일 | 3.7%           |

### 2019년
| 회차 | 방송일   | AGB 시청률     |
| 회차 | 방송일   | 대한민국(전국) |
| ---- | -------- | -------------- |
| 8    | 1월 3일  | 4.7%           |
| 8    | 1월 3일  | 5.5%           |
| 9    | 1월 10일 | 4.2%           |
| 9    | 1월 10일 | 3.7%           |
| 10   | 1월 17일 | 3.8%           |
| 10   | 1월 17일 | 3.8%           |
| 11   | 1월 24일 | 3.2%           |
| 11   | 1월 24일 | 4.2%           |
| 12   | 1월 31일 | 2.8%           |
| 12   | 1월 31일 | 2.3%           |
| 13   | 2월 7일  | 1.7%           |
| 13   | 2월 7일  | 1.9%           |
| 14   | 2월 14일 | 2.1%           |
| 14   | 2월 14일 | 2.1%           |
| 15   | 3월 7일  | 1.9%           |
| 15   | 3월 7일  | 1.9%           |
| 16   | 3월 14일 | 2.2%           |
| 16   | 3월 14일 | 2.3%           |
| 17   | 3월 21일 | 1.2%           |
| 17   | 3월 21일 | 1.9%           |
| 18   | 3월 28일 | 1.9%           |
| 18   | 3월 28일 | 2.3%           |
| 19   | 4월 4일  | 1.2%           |
| 19   | 4월 4일  | 1.1%           |
| 20   | 4월 11일 | 1.5%           |
| 20   | 4월 11일 | 2.4%           |
| 21   | 4월 18일 | 1.9%           |
| 21   | 4월 18일 | 1.8%           |
| 22   | 5월 2일  | 3.1%           |
| 22   | 5월 2일  | 2.5%           |
| 23   | 5월 9일  | 2.4%           |
| 23   | 5월 9일  | 2.4%           |

## 결방 및 편성 변경 안내
2019년
- 2월 21일 : 〈열혈사제 첫주 따라잡기〉 1~4회 편성으로 인한 결방
- 2월 28일 : 북미정상회담 생중계으로 인한 결방
- 4월 25일 : 특집 《열혈사제 - 우리는 열혈 사이다》가 방영됨.

## 참고 사항
출연자 이슈로 인하여, 2회부터 12회까지 방송분에 VOD 다시보기 서비스가 되지 않는다.